# 丙午風災
丙午風災發生於1906年9月18日，當天一股強烈颱風襲擊英屬香港，釀成約4,000至15,000人罹難、220人受傷、1,349人失蹤，成為香港歷史上最嚴重的天災之一。這股颱風亦侵襲大清廣東珠江口一帶，造成嚴重人命及經濟損失，故又稱1906年珠江口颱風。

## 氣象歷史

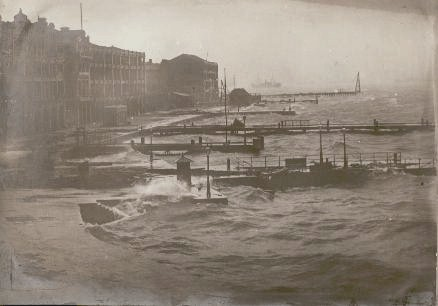
當日早上颶風吹襲維港時的情形，巨浪不斷湧上干諾道中海旁

造成是次風災的颱風於9月8日位於關島附近，大約在關島以北200海里（370公里）。颱風以西北方向移動到巴士海峽。15日颱風位於台灣以南。天文台報告曾指出，由於20日也有一個颱風吹襲香港，因此天文台未能確認由菲律賓接近的颱風是否18日吹襲香港的颱風，報告指出有研究認為颱風是在南海生成的，甚至是一股龍捲風，但菲律賓方面的報告和1950年時天文台台長 G.S.P. Heywood 的結論皆認定颱風應在西北太平洋生成。

## 影響

### 英屬香港
當地發出之警告：鳴風槍
香港於9月18日上午12時至8時吹西北風，到6時風力才開始加強，7時開始錄得降雨，氣壓緩慢下降。由於天文台錯過了最佳預報時機，因此跳過紅色錐體，在當日上午7時37分直接懸掛黑鼓，表示300哩（483公里）內吹偏西烈風。在8時17分鳴風槍，預報海港內將吹烈風。然而港內風力不久已達暴風程度。9時43分天文台錄得氣壓981.95百帕（28.997吋汞）。而據1976年的報告，天文台在9時40分錄得的最低氣壓估計為979百帕。10時天文台錄得氣壓回升至986.2百帕，同時風勢未有停頓，降雨高達每小時31.3毫米。10時後，天文台總部轉吹西南風，估計風眼在天文台總部以北掠過。其後香港風力逐渐減弱，天文台逐於中午12時10分除下所有信號。
颱風期間，天文台錄得最高一小時平均風速達到67海里（124公里），但據香港天文台在1982年的風速換算技術報告指出，該颱風實際在天文台錄得的一小時最高平均風速應為52海里（96.3公里）。
颱風引起特大風暴潮，大埔錄得的風暴潮達6.1米，風暴潮加上強風對海上和沿岸地區造成重大破壞。颱風雖然祇維持了短短數小時，但由於當局未有足夠時間造好防風措施及撤離人員（尤其是大量海上居民），導致嚴重傷亡，90%的死者為漁民。風災也導致航運業務癱瘓了一段時間，80%的駁船被毀，大部分碼頭被摧毀而不能運作。貨物遭受嚴重損壞。尤其在九龍貨倉的貨物大部分受損，航運損失達數百萬元。孖剌西報發行的災後特刊稱，4,000至10,000人死亡，1908年英國皇家气象学会季刊引述的報告和天文台1972年的報告均稱約10,000人死亡。現代香港天文台的資料則稱，有高達15,000人死亡。
根據香港天文台的紀錄，其實在此風災過後的兩天及10天裡，即9月20日及9月28日，也相繼有強烈颱風來襲，9月20日錄得的最高每小時平均風速為每小時39海里（72.2公里），而9月28日錄得的最高風速為每小時53海浬（98.2公里），但由於香港天文台能及時作出有效預報，故傷亡數字不及9月18日那天來得嚴重。

#### 海面情況

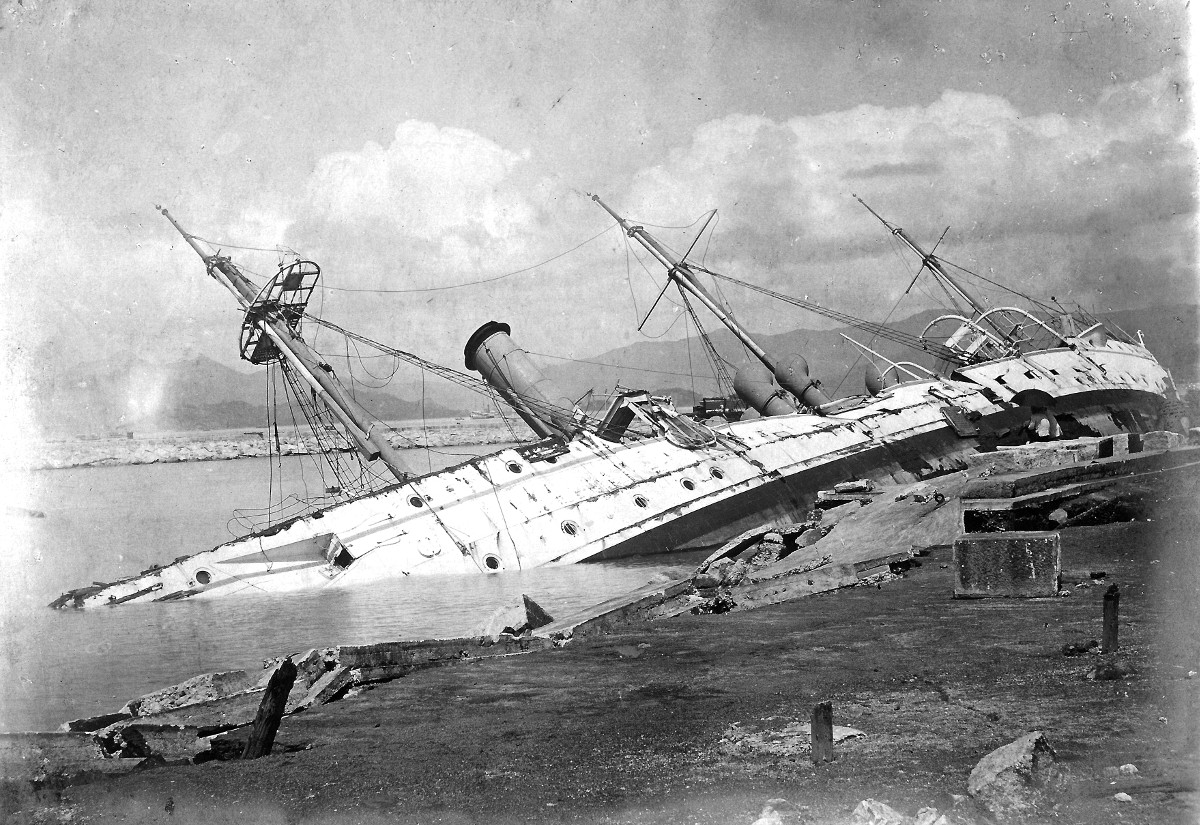
英國皇家炮艦鳳凰號失事擱淺

該颱風在海面所造成的災害最為嚴重，所造成的船只沉沒數量是各個風災中最多，至少2,983艘漁船，670艘遠洋輪船沉沒。
由黃埔船塢到深水埗一帶沿岸，可以觀察到有大量船只擱淺。海面上滿佈舢舨的殘骸和貨物。九龍倉擁有的三、四個碼頭在颱風過後“消失”，只餘下一個碼頭。九龍天星小輪碼頭一帶海面大量船只沉末，死傷慘重。在該海域，「廣州號」（Kwangchow）沉沒，船長和三個工程師死亡，至少300到400個乘客喪生。重413噸的「香江輪」（Hongkong）在油麻地失控撞上海港毀壞，警察局的墻壁被撞爛，溺斃32人。重402噸的「江南輪」（Kongnam）在油麻地沉沒，10人身亡，包括6名華人及4名西人。另有一隻名為「投石」（Fronde）的法國海軍驅逐艦亦在維港沉沒，法籍船員5死25傷，後來有民間組織在九龍加士居道豎立了投石號紀念碑以作悼念。
在其他地方，重83噸的「亞利巴多士輪」（Albatross）在果洲群島沉沒，釀成113人喪生，包括船主及大副。由深圳開出的「英發輪」在昂船洲以西沉沒，約100人罹難，僅數人生還。而重616噸的「亞邊律輪」（Apenrade）則在昂船洲之西沉沒，27人死亡。廣東及澳門輪船公司輪船的輪船「黃山號」（Heungshan）由澳門開出，半路遇到颱風，引擎被大浪潑至熄火，隨大浪飄至石鼓洲，部分船員墜海死亡。同公司另一輪船「毅力號」（Perseverance）在長洲附近受風浪影響下撞上岩石解體，只有一個船員倖存。
據計算，海上有一半的漁艇受到摧毀，死亡人數難以估計。而據估計，被毀的船只數量超過5,000，包括大型捕魚船和港口內的船隻。而西人擁有的遊艇和船屋也不能倖免。
香港聖公會會督暨聖保羅書院校長霍約瑟主教及四名學生當時乘船在屯門青山一帶傳教，及後在風暴中罹難。會督府內現仍有碑石紀念此事件。

#### 陸地情況

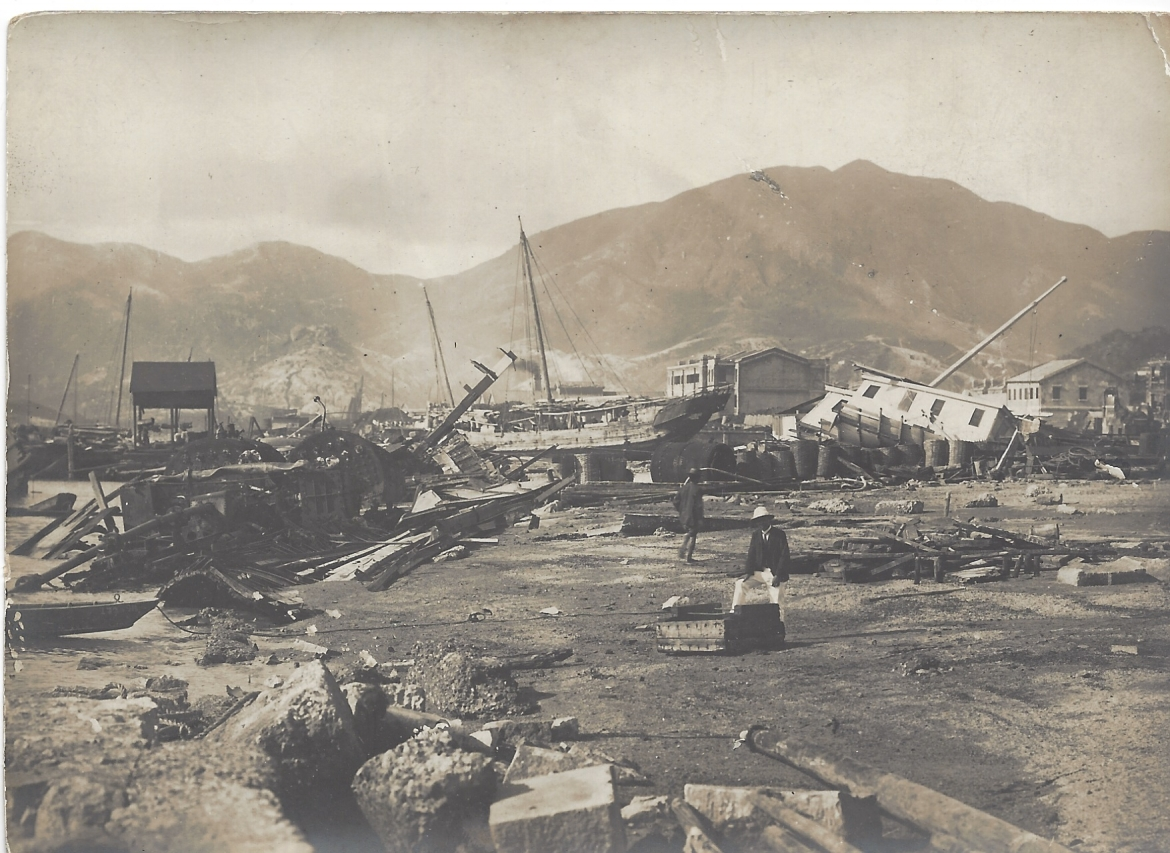
油麻地沿岸災後滿目瘡痍

在陸上的情況同樣惡劣，有大量建築物倒塌，道路損毀，市内窗户碎片和各種殘骸堆積如山。卜公碼頭、皇后碼頭、天星碼頭的建築相繼倒塌。在卜公碼頭，一名男子在過馬路期間被大風吹入海遇溺死亡。許多貨倉和房屋的屋頂和外牆被吹倒，其中捷成洋行和怡和洋行位於西角的貨倉完全被毀。新郵政局大樓和法院大樓外的大棚倒塌，導致通往畢打街的道路被阻斷。電車由於路軌被大量倒塌的障礙物阻碍而停駛，有電車電線和路軌損毀。山頂纜車在18日10時後因樹木倒塌導致信號線損毀而停駛。寶雲道的樹木被吹爛，竹林被連根拔起，附近又發生山泥傾瀉，導致附近道路被覆蓋。大埔有38間房屋倒塌。

#### 救災

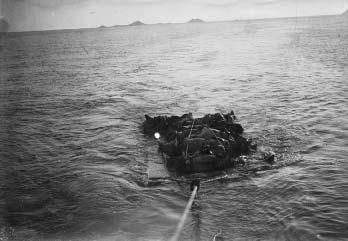
颱風過後無人認領的屍體被集體海葬

风灾過後，由於災害巨大，英軍也出動協助警方和衛生部門進行處理工作，東華醫院也協助援助提供物質，并免費提供棺材，但因19日晚上到20日再有颱風影響，救災工作緩慢。有的屍體懷疑在海被魚吃掉，殘缺不全。無人認領的屍體則集體埋葬或海葬。無數的尸体飄走于海中而不能尋獲，截至9月底，只找得1,500具屍體。
對於災民的救濟工作，主要由東華醫院負責，東華醫院派人逐家逐戶以及向社會人士募捐，作救災之用。海外華僑聞訊後，紛紛匯款給東院，辦理救災事宜。在舊金山，截至9月底，華人的捐款籌得90,000元以上。
是次颱風亦重創廣東省沿岸地區，當時的兩廣總督岑春煊將災情上報，慈禧太后下旨撥白銀10萬兩，作為賑濟廣東及香港災民之用。岑春煊即匯3萬兩銀給港英政府。惟港府並未將款項分給災民，而是用作成立「救濟基金」，並組織一委員會，利用這筆款項投資賺取利息，日後倘再遇災情，則撥出部份利息作為救濟。至於丙午風災到災民則分毫並未享受到這筆慈禧太后撥來的款項。

#### 天文台責任
雖然當年缺乏先進天氣預報設備及技術，只可以依靠氣壓計和風速計讀數及接收鄰近氣象站的電報預報天氣，但民眾對這次天文台完全沒有颱風預警的作為感到不滿。不少西商均舉家駕艇出海遊樂而導致溺斃，當時的天文台台長杜伯克博士（William Doberck）成為眾矢之的，而杜台長亦於災後翌年離開工作了24年的崗位。風災後兩日的立法局會議，港督彌敦同意成立委員會調查天文台部門和台長。天文台方面解釋，由於香港附近的氣象站未能及時偵察異常狀況，而且颱風來得突然，範圍細小（據分析，該颱風6級風速直徑小於100海里（185公里）），所以香港天文台在16和17日的天氣報告完全沒有提到有颱風來臨，在18日早上才發現氣壓正在下降而急急懸掛黑鼓。
風災過後，港英政府撥款2萬港元作修路之用，並每月另撥1,100港元予天文台，責成其多注意天氣預測工作。

### 葡屬澳門
在施梅士(Joaquim Baião Simões)著《澳門與颱風(Macau e os Tufões)》1985年，當中記載風暴在澳門以北十里掠過，引致很多財物、數以千計的生命損失，港澳渡輪沉沒，並紀錄風暴吹襲期間，短短約三十分鐘內氣壓便迅速下降了二十五公厘（毫米汞柱，即約33百帕）。受颱風影響，澳門損失達7000萬澳門元。

### 大清
肇慶高要的新江雲松嶺文閣上三層完全倒塌，下二層石額破裂，牆壁崩頹。东莞萬頃沙圍堤崩潰。

## 熱帶氣旋警告使用紀錄
| 香港天文台 熱帶氣旋警告 | 香港天文台 熱帶氣旋警告 | 香港天文台 熱帶氣旋警告 |
| ----------------------- | ----------------------- | ----------------------- |
| 上一熱帶氣旋            | 鳴風槍                  | 下一熱帶氣旋            |
| 1906年5月颱風           | 鳴風槍                  | 1906年9月颱風           |